# Albert Dolan

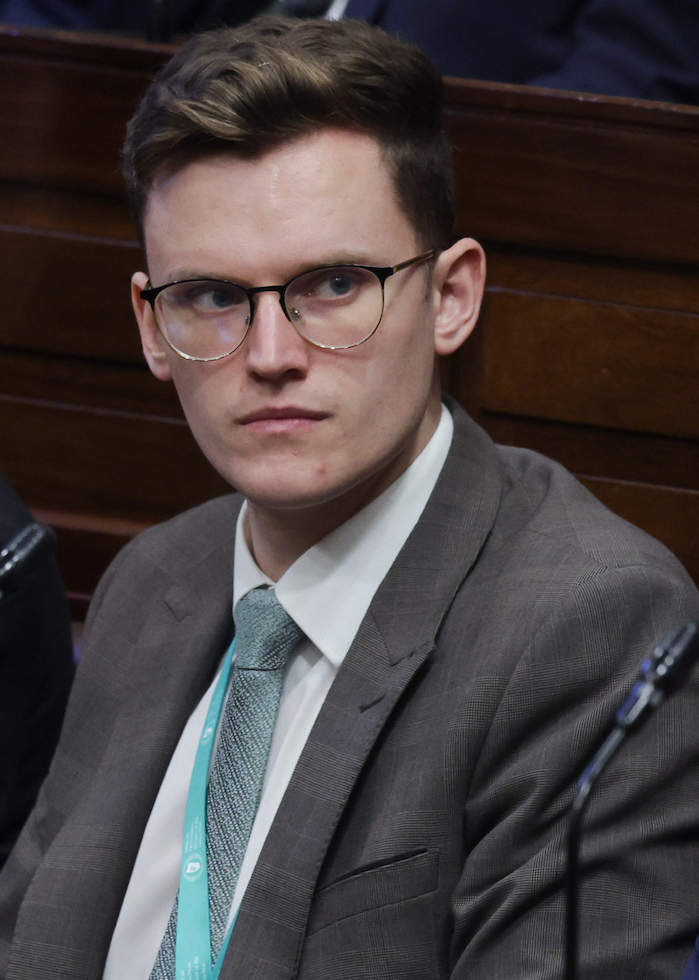
Albert Dolan

Albert Dolan (* 1. Dezember 1998 in Galway, County Galway) ist ein irischer Politiker der Fianna Fáil und gehört seit 2024 dem Dáil Éireann, dem Unterhaus des irischen Parlaments an.

## Leben
Albert Dolan erwarb einen Bachelor of Science in Betriebswirtschaft an der University of Galway.
2019 wurde er in den Galway County Council für den Bezirk Athenry–Oranmore gewählt. Dort war er zuletzt Ratsvorsitzender (Cathaoirleach). Bei den Wahlen zum Dáil Éireann 2024 gelang ihm als Kandidat der Fianna Fáil für den Wahlkreis Galway East der Einzug ins irische Unterhaus.